# Su-24戰鬥轟炸機
苏-24，北約代號劍士（Fencer），是前苏联苏霍伊设计局设计的双座双發動機可變後掠翼設計之低高度長程多用途攻擊/戰鬥轟炸機，主要用以取代老舊的Yak-28:405。除了攜帶傳統的空對地飛彈等武裝進行攻擊任務外，苏-24也可携帶小型戰術核武器，進行縱深打擊。
苏-24首次被派駐蘇聯國外的紀錄，則是在1979年被派駐到當時東德的劍師B型。其後最為西方媒體頻繁報導的則是於1984年被派到阿富汗進行作戰任務期間。後來苏-24更於1989年少量出口至利比亞，及其後的伊拉克。目前相信直到2004年還有约800架該機種在俄罗斯空军中服役，包括其中約550架改為擔任戰略任務。
後期苏-24更衍生出作為偵察機及電子作戰設計的劍師E型及劍師F型機種。

## 歷史

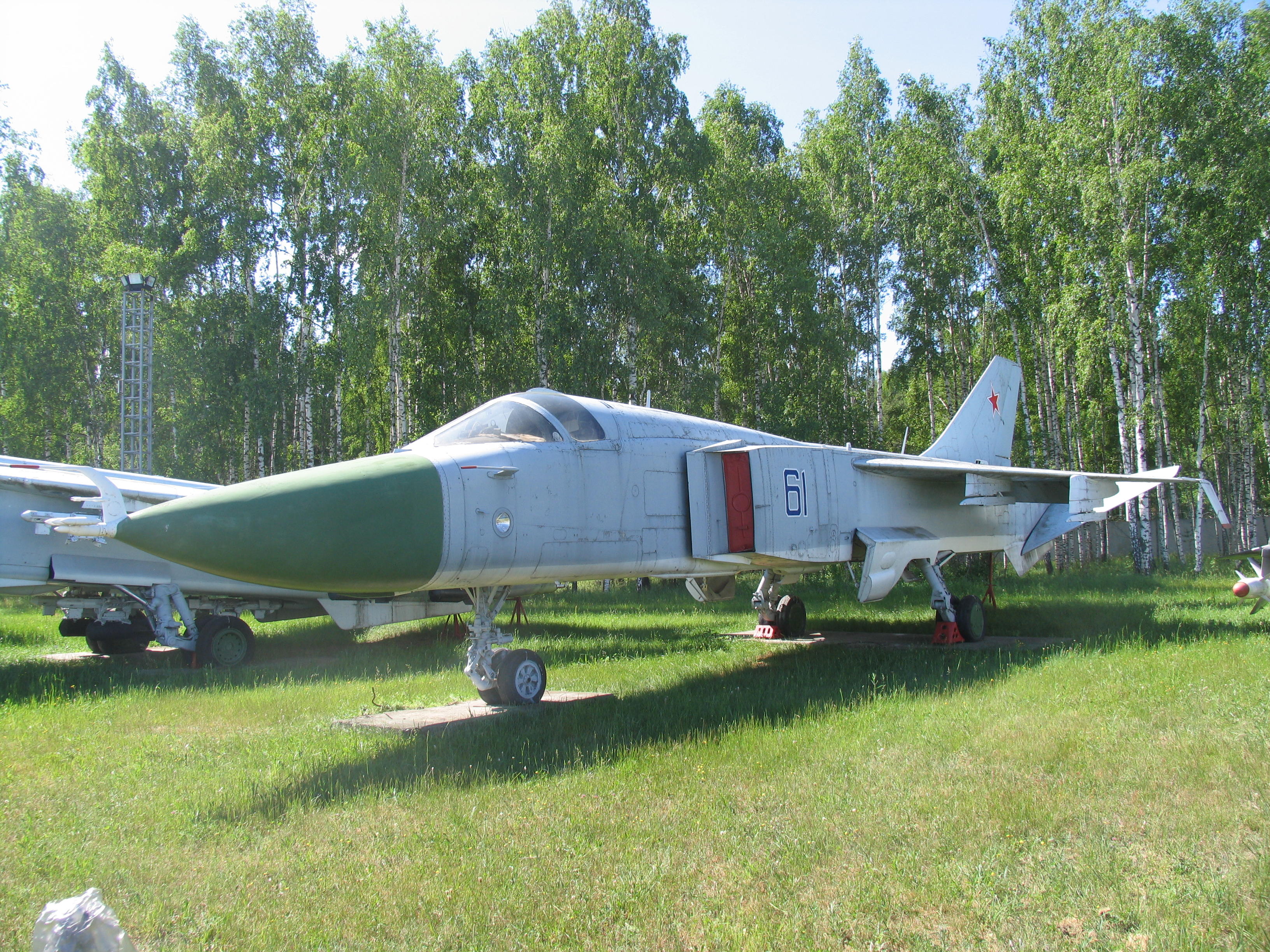
Su-24戰鬥轟炸機的固定翼設計的原型機T6-1，目前被存放於俄羅斯莫斯科中央空軍博物館。

### 發展歷程
Su-24的發展可追溯至1964年，作為一新機型以取代IL-28及Yak-28的戰術角色。當初設計時蘇霍伊設計局提供了兩種設計：固定翼及變後掠翼。固定翼設計的原型機 T6-1 於1967年7月2日率先首次試飛，此機現存放在莫斯科的中央空軍博物館。而變後掠翼設計的原型機T6-2I則在1970年1月17日首飛。經多次修改後，正式苏-24的生產定型陸續於1973至1975年進行換裝，初型應為北約所指的劍師A型。其後修改型即北約所指的劍師B型，則在1976年夏天首次少量裝備部隊開始服役。其後它的設計於70年代後期被多次的進行修訂。

### 實戰部署
在冷戰時期，蘇聯為了強化對北約的核武恫嚇力量，曾將Su-24派駐到東德與白俄羅斯的前線基地。

#### 兩伊戰爭
1980年兩伊戰爭爆發，伊拉克薩達姆·侯赛因政權曾向盟友蘇聯引進了Su-24战斗轰炸機，並投入與伊朗霍梅尼政權之間長達八年的殊死戰；但伊拉克剩餘的Su-24最後在海湾戰爭期間全部叛逃到伊朗，逃避了一場毫無勝算的戰鬥。

#### 2011年利比亞內戰
利比亞格達費政權也曾向盟友蘇聯引入八架Su-24战斗轰炸機，並在2011年利比亞內戰中遭擊落一架，另一架被焚毀；格達費殘存的空中戰力最後被全國過渡委員會接收。

#### 叙利亚内战
2014年9月23日，一架敘利亞政府軍的Su-24在戈蘭高地一帶闖入以色列空域，被以色列國防軍發射愛國者三型導彈擊落。
2015年，俄羅斯派遣包括Su-24在內的空中武力進駐敘利亞，協助敘利亞政府軍空襲伊斯蘭國目標。
2015年11月，俄國一架在於敘利亞執行任務的Su-24，在敘利亞領空被土耳其空軍F-16戰鬥機擊落，兩位飛行員彈射逃生，落地前其中一个駕駛员被叙利亚反對派武裝份子击毙（其行為違背日內瓦公約第一附加議定書第42條），另一名稍後獲救。

#### 俄乌战争
2021年6月23日，一艘英國海軍45型驅逐艦「捍衛者號」進入烏克蘭克里米亚自治共和国（俄羅斯口中之克里米亞共和國）領海約10海里處，俄軍一架Su-24M在保衛者號驅逐艦預訂航行路線上，投下了4枚OFAB-250-270型高爆航空炸彈，將英艦驅離。
2023年5月，因應俄羅斯入侵烏克蘭，英、法兩國先後向烏克蘭空軍提供暴风影导弹，並已整合至烏軍的Su-24MR上。而按照俄方說法，烏克蘭搭載該型導彈的Su-24MR已於同月13日起投入戰場。其後，烏軍利用Su-24MR，向包括瓊哈爾大橋、海尼切斯克大橋公路橋、塞瓦斯托波爾海軍基地等在內的俄佔區軍事目標發射巡航導彈。同年9月22日捕蟹器行動中，Su-24MR發射導彈空襲俄國黑海艦隊總部。
2023年12月6日，一架俄軍Su-24在蛇島上空，被烏克蘭防空部隊發射的愛國者三型導彈擊落，飛行員當場身亡。

## 衍生型

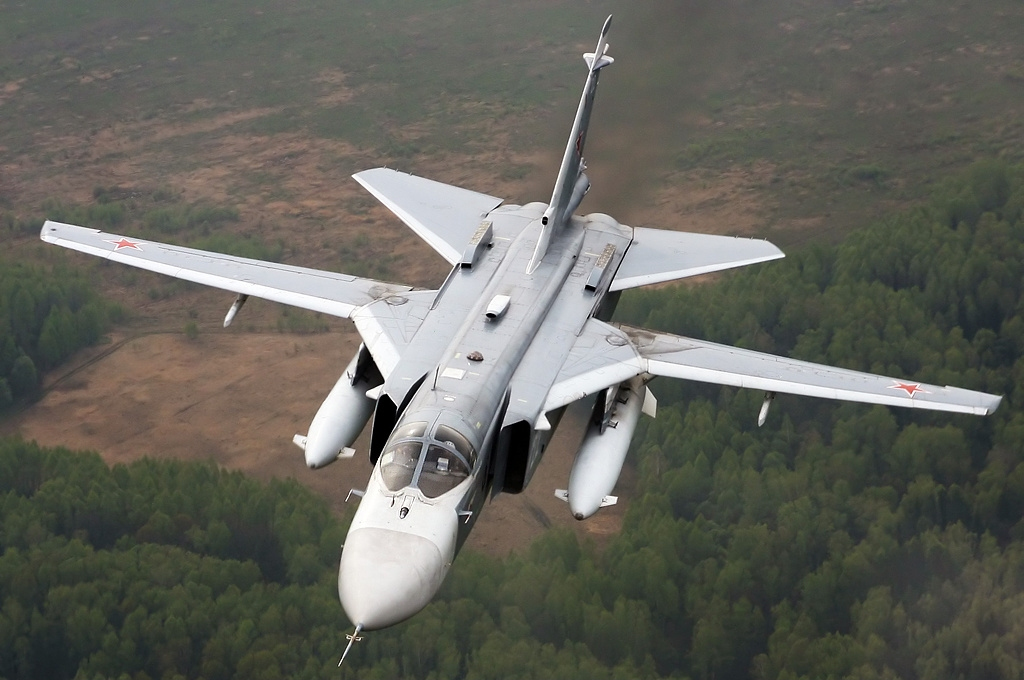
俄羅斯空軍蘇-24M戰鬥轟炸機。

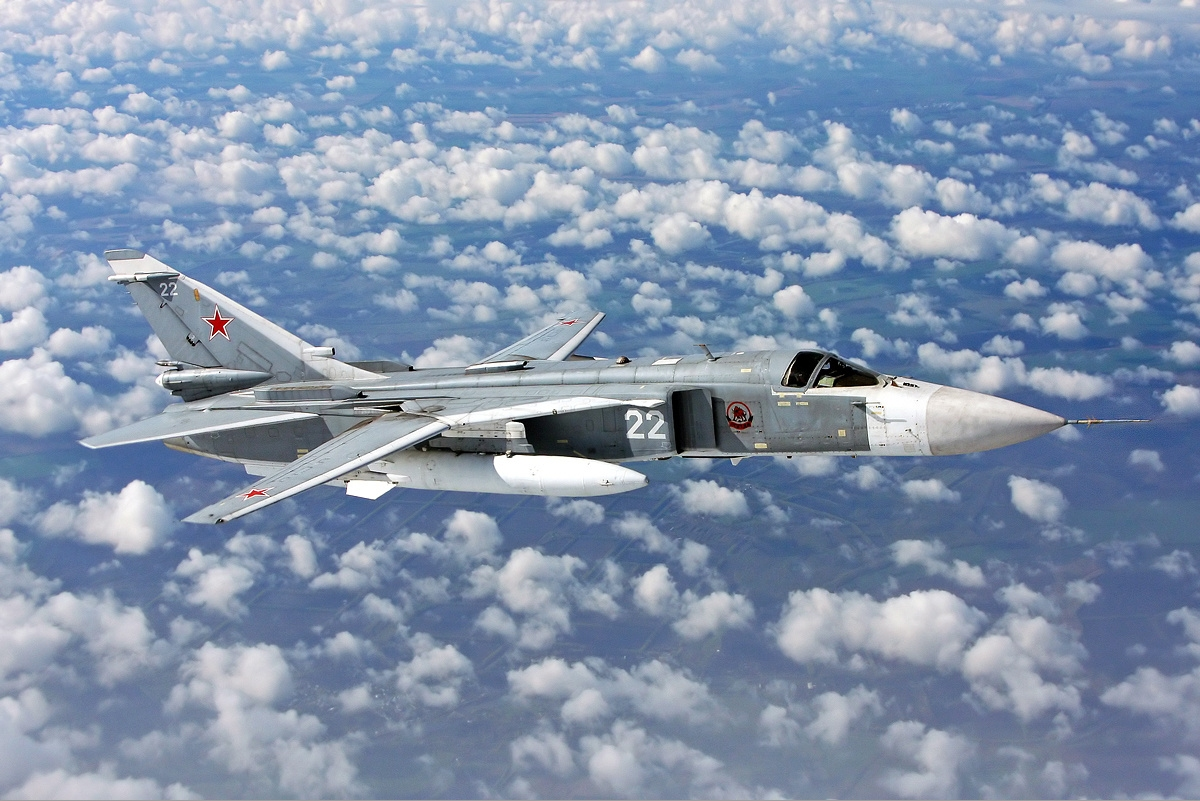
俄羅斯空軍的Su-24M。

### Su-24M（劍士D型，Fencer-D）
前蘇聯前線空軍於1979年根據作戰測試的經驗要求發展的。改用Kayra-24M電視／雷射標定系統（用以導引Kh-25ML與Kh-29L雷射導引飛彈，或是KAB-500與KAB-1500雷射導引炸彈），並加裝一套LO-2 Mak-UL飛彈警報系統、BKO-2的自動化電戰系統、伸縮式空中加油受油管，另外取消Filin-N被動雷達測向系統。同時，翼下外側掛架加裝APU-60發射器，可發射最多2枚的R-60（AA-8 Aphid）短程空對空飛彈。

### Su-24MK
Su-24MK為Su24M的出口型，其性能被降低。在80年代末期，該機被出口至伊朗、伊拉克、利比亞及敍利亞。

### Su-24MR（劍士E型，Fencer-E）

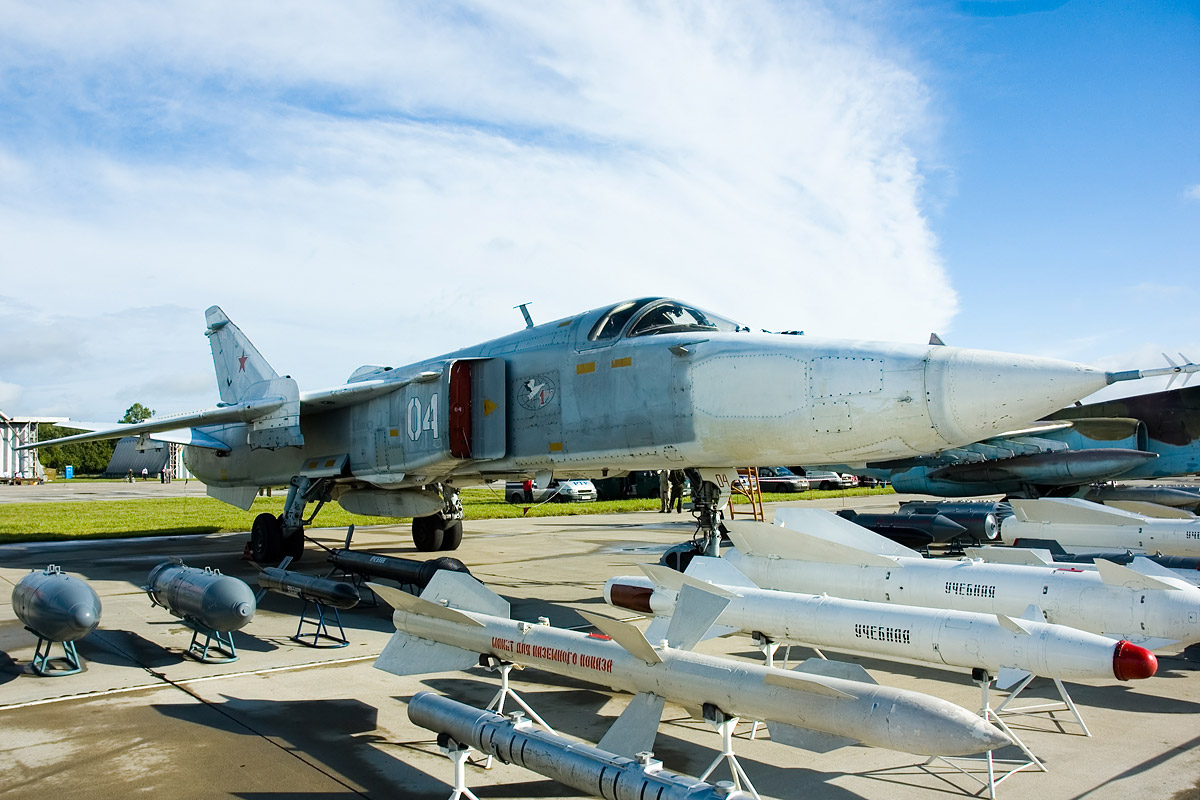
一架Su-24MR與其所攜武器的陳列展示。攝於俄羅斯庫賓卡空軍基地。

Su-24的纯戰術偵察機型。除自動貼地飛行所需的地形追隨雷達與短程空對空飛彈掛架之外，Su-24MR完全去除了Su-24M的对地攻击设备，拆除了機砲、光電射控系統等所有空對地武裝，使機長縮短了2公尺。相對地，主要裝備是包含外載與內裝多個模組組合成的BKR-1戰術偵察系統。本機型於1983至1993年間建造近200架。
自2023年5月起，烏克蘭空軍的Su-24MR在經過改裝後，重新被攻擊機化，亦可搭載暴風影導彈。現時，烏美兩國正合作再為該批飛機進行改裝，以搭載各型號的聯合直接攻擊彈藥。

### Su-24MP（劍士F型，Fencer-F）
Su-24的電子作戰機型。內裝Landysh電戰系統，並可在中線掛載SPS-5或Mimosette干擾莢艙。產量極少，只有20架。本機型可從外觀上發現機鼻下、座艙後上方、進氣道與垂直尾翼兩側都有電戰系統的特殊天線。雖然主要為電戰用途，Su-24 MP 可使用23毫米GSh-6-23加特林机炮，並可掛載四枚R-60空對空導彈做自我防護。目前Fencer-F服役白俄羅斯及俄羅斯空軍。

### Su-24M2（Су-24М2）
搭載GPS等定位設備的現代化版本之一, 主翼結構進行修改，並設置有適型油箱。

## 使用國家

Su-24使用國家分佈圖。蓝色代表目前使用國，红色代表以前的使用國

## 現役
- 阿尔及利亚
- 伊朗
- 利比亞
- 苏丹
- 俄羅斯
- 乌克兰[13]

## 退役
- 安哥拉
- 白俄羅斯
- 伊拉克
- （2023年哈薩克國有資產網站宣佈退役並拍賣[14]）
- 叙利亚
- 苏联